# فاکس انیمیشن
فاکس انیمیشن (انگلیسی: Fox Animation Studios) شرکت فیلم‌سازی آمریکایی است، که در سال ۱۹۹۴ توسط گری گولدمن و بیل مکانیک تأسیس شد.